# Preakness Stakes

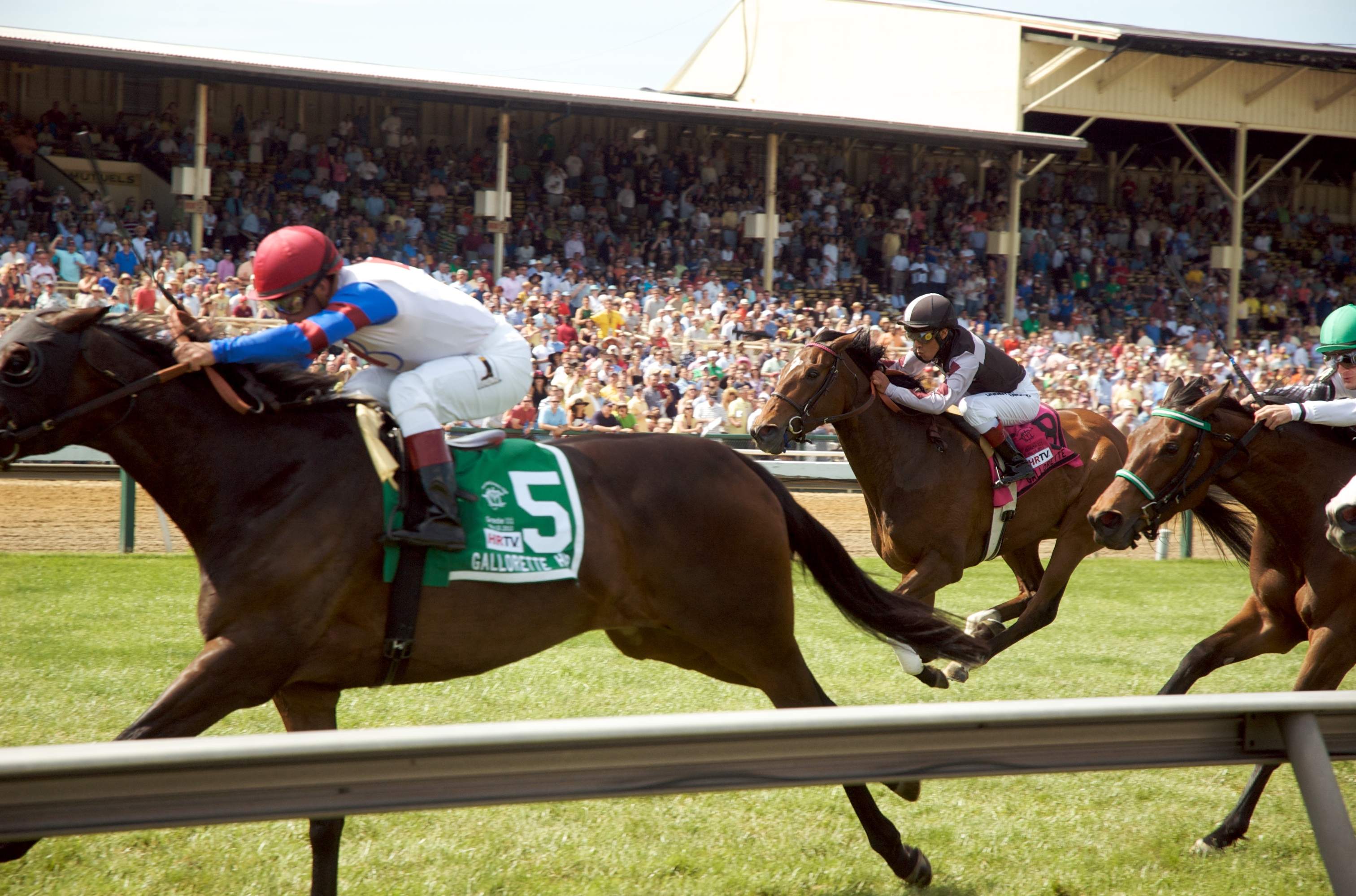
Preakness Stakes 2010

Das The Preakness Stakes ist ein Pferderennen, das seit 1873 auf der Pimlico-Rennbahn in Baltimore (Maryland) stattfindet. Das Gruppe I-Rennen ist das zweite Rennen der US-amerikanischen Triple Crown. Startberechtigt sind nur dreijährige Vollblüter, das Rennen wird auf der Distanz 1-3/16 Meilen (ca. 1.910 Meter) gelaufen und wird am dritten Samstag im Mai ausgetragen.

## Sieger des Preakness Stakes seit 1873
| Jahr | Name des Siegers     | Jockey                | Trainer                | Besitzer | Distanz (Meilen) | Zeit*       | Gewinnsumme | Gruppe Kommentar |             |
| ---- | -------------------- | --------------------- | ---------------------- | --- | ---------------- | ----------- | ----------- | ---------------- | ----------- |
| 2023 | National Treasure    | John R. Velazquez     | Bob Baffert            | SF Racing LLC, Starlight Racing, Madaket Stables LLC, Masterson, Robert E., Stonestreet Stables LLC, Schoenfarber, Jay A., Waves Edge Capital LLC and Donovan, Catherine | 1-3/16           | 1:55.12     | $1,650,000  | I                |             |
| 2022 | Early Voting         | José Ortiz            | Chad Brown             | Klaravich Stables | 1-3/16           | 1:54.54     | $1,500,000  | I                |             |
| 2021 | Rombauer             | Flavien Prat          | Michael W. McCarthy    | Diane Fradkin & John Fradkin | 1-3/16           | 1:53.62     | $1,000,000  | I                |             |
| 2020 | Swiss Skydiver†      | Robby Albarado        | Kenneth McPeek         | Peter J. Callahan | 1-3/16           | 1:53.28     | $1,050,000  | I                |             |
| 2019 | War of Will          | Tyler Gaffalione      | Mark E. Casse          | Gary Barber | 1-3/16           | 1:54.34     | $1,500,000  | I                |             |
| 2018 | Justify (a)          | Mike E. Smith         | Bob Baffert            | WinStar Farm & China Horse Club | 1-3/16           | 1:55.93     | $1,500,000  | I                |             |
| 2017 | Cloud Computing      | Javier Castellano     | Chad Brown             | Klaravich Stables & William Lawrence | 1-3/16           | 1:55.98     | $1,500,000  | I                |             |
| 2016 | Exaggerator          | Kent Desormeaux       | J. Keith Desormeaux    | Big Chief Racing, Head Of Plains Partners, Rocker O Ranch & J. Keith Desormeaux                                                                                          | 1-3/16           | 1:58.31     | $1,500,000  | I                |             |
| 2015 | American Pharoah     | Victor Espinoza       | Bob Baffert            | Zayat Stables, LLC | 1-3/16           | 1:58.46     | $1,500,000  | I                |             |
| 2014 | California Chrome    | Victor Espinoza       | Art Sherman            | Steve Coburn & Perry Martin | 1-3/16           | 1:54.84     | $1,500,000  | I                |             |
| 2013 | Oxbow                | Gary Stevens          | D. Wayne Lukas         | Calumet Farm | 1-3/16           | 1:57.54     | $1,000,000  | I                |             |
| 2012 | I’ll Have Another    | Mario Gutierrez       | Doug O’Neill           | J. Paul Reddam | 1-3/16           | 1:55.94     | $1,000,000  | I                |             |
| 2011 | Shackleford          | Jesus Castanon        | Dale Romans            | Mike Lauffer & W.D. Cubbedge | 1-3/16           | 1:56.47     | $1,550,000  | I                |             |
| 2010 | Lookin At Lucky      | Martin Garcia         | Bob Baffert            | Michael Pegram | 1-3/16           | 1:55.47     | $1,000,000  | I                |             |
| 2009 | Rachel Alexandra (b) | Calvin Borel          | Steve Asmussen         | Stonestreet Stables/ H. T. McCormick | 1-3/16           | 1:55.08     | $1,100,000  | I                |             |
| 2008 | Big Brown            | Kent Desormeaux       | Richard E. Dutrow, Jr  | IEAH Stables & Paul Pompa, Jr. | 1-3/16           | 1:54.86     | $1,000,000  | I                |             |
| 2007 | Curlin               | Robby Albarado        | Steve Asmussen         | Stonestreet Stables | 1-3/16           | 1:53.46     | $1,000,000  | I                |             |
| 2006 | Bernardini           | Javier Castellano     | Tom Albertrani         | Darley Stables | 1-3/16           | 1:54.65     | $1,000,000  | I                |             |
| 2005 | Afleet Alex          | Jeremy Rose           | Timothy F. Ritchey     | Cash Is King Stable | 1-3/16           | 1:55.04     | $1,000,000  | I                |             |
| 2004 | Smarty Jones         | Stewart Elliott       | John Servis            | Someday Farm | 1-3/16           | 1:55.59     | $1,000,000  | I                |             |
| 2003 | Funny Cide           | José Santos León      | Barclay Tagg           | Sackatoga Stable | 1-3/16           | 1:55.61     | $1,000,000  | I                |             |
| 2002 | War Emblem           | Victor Espinoza       | Bob Baffert            | The Thoroughbred Corp. | 1-3/16           | 1:56.40     | $1,000,000  | I                |             |
| 2001 | Point Given          | Gary L. Stevens       | Bob Baffert            | The Thoroughbred Corp. | 1-3/16           | 1:55.40     | $1,000,000  | I                |             |
| 2000 | Red Bullet           | Jerry D. Bailey       | Joe Orseno             | Stronach Stables | 1-3/16           | 1:56.00     | $1,000,000  | I                |             |
| 1999 | Charismatic          | Chris Antley          | D. Wayne Lukas         | Bob & Beverly Lewis | 1-3/16           | 1:55.20     | $1,000,000  | I                |             |
| 1998 | Real Quiet           | Kent Desormeaux       | Bob Baffert            | Michael Pegram | 1-3/16           | 1:54.60     | $1,000,000  | I                |             |
| 1997 | Silver Charm         | Gary L. Stevens       | Bob Baffert            | Bob & Beverly Lewis | 1-3/16           | 1:54.80     | $1,000,000  | I                |             |
| 1996 | Louis Quatorze       | Pat Day               | Nick Zito              | Condren/Cornacchia/ Hofmann | 1-3/16           | 1:53.40     | $800,000    | I                |             |
| 1995 | Timber Country       | Pat Day               | D. Wayne Lukas (a)     | Overbrook Farm/Gainesway Farm/ Robert B. Lewis | 1-3/16           | 1:54.40     | $750,000    | I                |             |
| 1994 | Tabasco Cat          | Pat Day               | D. Wayne Lukas         | David P. Reynolds & Overbrook Farm | 1-3/16           | 1:56.40     | $750,000    | I                |             |
| 1993 | Prairie Bayou        | Mike E. Smith         | Tom Bohannan           | Loblolly Stable | 1-3/16           | 1:56.60     | $750,000    | I                |             |
| 1992 | Pine Bluff           | Chris McCarron        | Tom Bohannan           | Loblolly Stable | 1-3/16           | 1:55.60     | $750,000    | I                |             |
| 1991 | Hansel               | Jerry D. Bailey       | Frank L. Brothers      | Lazy Lane Farms | 1-3/16           | 1:54.00     | $750,000    | I                |             |
| 1990 | Summer Squall        | Pat Day               | Neil J. Howard         | Dogwood Stable | 1-3/16           | 1:53.60     | $750,000    | I                |             |
| 1989 | Sunday Silence       | Pat Valenzuela        | Charles E. Whittingham | H-G-W Partners | 1-3/16           | 1:53.80     | $750,000    | I                |             |
| 1988 | Risen Star           | Eddie Delahoussaye    | Louie J. Roussel III   | Louie J. Roussel III & R. Lamarque | 1-3/16           | 1:56.20     | $700,000    | I                |             |
| 1987 | Alysheba             | Chris McCarron        | Jack Van Berg          | Dorothy Scharbauer | 1-3/16           | 1:55.80     | $700,000    | I                |             |
| 1986 | Snow Chief           | Alex Solis            | Melvin F. Stute        | Carl Grinstead | 1-3/16           | 1:54.80     | $700,000    | I                |             |
| 1985 | Tank's Prospect      | Pat Day               | D. Wayne Lukas         | Eugene V. Klein | 1-3/16           | 1:53.40     | $700,000    | I                |             |
| 1984 | Gate Dancer          | Angel Cordero, Jr.    | Jack Van Berg          | Kenneth Opstein | 1-3/16           | 1:53.60     | $400,000    | I                |             |
| 1983 | Deputed Testamony    | Donald A. Miller, Jr. | J. William Boniface    | Bonita Farm | 1-3/16           | 1:55.40     | $400,000    | I                |             |
| 1982 | Aloma’s Ruler        | Jack L. Kaenel        | John J. Lenzini, Jr.   | Nathan Scherr | 1-3/16           | 1:55.40     | $350,000    | I                |             |
| 1981 | Pleasant Colony      | Jorge Velasquez       | John P. Campo          | Buckland Farm | 1-3/16           | 1:54.60     | $350,000    | I                |             |
| 1980 | Codex                | Angel Cordero, Jr.    | D. Wayne Lukas         | Tartan Stable | 1-3/16           | 1:54.20     | $300,000    | I                |             |
| 1979 | Spectacular Bid      | Ron Franklin          | Bud Delp               | Hawksworth Farm | 1-3/16           | 1:54.20     | $300,000    | I                |             |
| 1978 | Affirmed (a)         | Steve Cauthen         | Laz Barrera            | Harbor View Farm | 1-3/16           | 1:54.40     | $250,000    | I                |             |
| 1977 | Seattle Slew (a)     | Jean Cruguet          | William H. Turner, Jr. | Karen L. Taylor | 1-3/16           | 1:54.40     | $250,000    | I                |             |
| 1976 | Elocutionist         | John L. Lively        | Paul T. Adwell         | Eugene C. Cashman | 1-3/16           | 1:55.00     | $250,000    | I                |             |
| 1975 | Master Derby         | Darrel McHargue       | W. E. „Smiley“ Adams   | Golden Chance Farm | 1-3/16           | 1:56.40     | $250,000    | I                |             |
| 1974 | Little Current       | Miguel A. Rivera      | Lou Rondinello         | Darby Dan Farm | 1-3/16           | 1:54.60     | $250,000    | I                |             |
| 1973 | Secretariat (a)      | Ron Turcotte          | Lucien Laurin          | Meadow Stable | 1-3/16           | 1:53.00     | $250,000    | I                |             |
| 1972 | Bee Bee Bee          | Eldon Nelson          | Del W. Carroll         | William S. Farish III | 1-3/16           | 1:55.60     | $250,000    |                  |             |
| 1971 | Canonero II          | Gustavo Avila         | Juan Arias             | Edgar Caibett | 1-3/16           | 1:54.00     | $250,000    |                  |             |
| 1970 | Personality          | Eddie Belmonte        | John W. Jacobs         | Ethel D. Jacobs | 1-3/16           | 1:56.20     | $200,000    |                  |             |
| 1969 | Majestic Prince      | Bill Hartack          | Johnny Longden         | Frank M. McMahon | 1-3/16           | 1:55.60     | $200,000    |                  |             |
| 1968 | Forward Pass         | Ismael Valenzuela     | Henry Forrest          | Calumet Farm | 1-3/16           | 1:56.80     | $200,000    |                  |             |
| 1967 | Damascus             | Bill Shoemaker        | Frank Y. Whiteley, Jr. | Edith W. Bancroft | 1-3/16           | 1:55.20     | $200,000    |                  |             |
| 1966 | Kauai King           | Don Brumfield         | Henry Forrest          | Ford Stable | 1-3/16           | 1:55.40     | $200,000    |                  |             |
| 1965 | Tom Rolfe            | Ron Turcotte          | Frank Y. Whiteley, Jr. | Powhatan Stable | 1-3/16           | 1:56.20     | $200,000    |                  |             |
| 1964 | Northern Dancer      | Bill Hartack          | Horatio Luro           | Windfields Farm | 1-3/16           | 1:56.80     | $200,000    |                  |             |
| 1963 | Candy Spots          | Bill Shoemaker        | Mesh Tenney            | Rex C. Ellsworth | 1-3/16           | 1:56.20     | $200,000    |                  |             |
| 1962 | Greek Money          | John L. Rotz          | Virgil W. Raines       | Brandywine Stable | 1-3/16           | 1:56.20     | $200,000    |                  |             |
| 1961 | Carry Back           | Johnny Sellers        | Jack A. Price          | Katherine Price | 1-3/16           | 1:57.60     | $200,000    |                  |             |
| 1960 | Bally Ache           | Bobby Ussery          | Jimmy Pitt             | Turfland | 1-3/16           | 1:57.60     | $250,000    |                  |             |
| 1959 | Royal Orbit          | William Harmatz       | Reggie Cornell         | Halina Gregory Braunstein | 1-3/16           | 1:57.00     | $250,000    |                  |             |
| 1958 | Tim Tam              | Ismael Valenzuela     | Horace A. Jones        | Calumet Farm | 1-3/16           | 1:57.20     | $165,000    |                  |             |
| 1957 | Bold Ruler           | Eddie Arcaro          | James E. Fitzsimmons   | Wheatley Stable | 1-3/16           | 1:56.20     | $110,000    |                  |             |
| 1956 | Fabius               | Bill Hartack          | Horace A. Jones        | Calumet Farm | 1-3/16           | 1:58.40     | $150,000    |                  |             |
| 1955 | Nashua               | Eddie Arcaro          | James E. Fitzsimmons   | Belair Stud | 1-3/16           | 1:54.60     | $110,000    |                  |             |
| 1954 | Hasty Road           | John H. Adams         | Harry Trotsek          | Hasty House Farm | 1-3/16           | 1:57.40     | $150,000    |                  |             |
| 1953 | Native Dancer        | Eric Guerin           | William C. Winfrey     | Alfred G. Vanderbilt II | 1-3/16           | 1:57.80     | $110,000    |                  |             |
| 1952 | Blue Man             | Conn McCreary         | Woody Stephens         | White Oak Stable | 1-3/16           | 1:57.40     | $150,000    |                  |             |
| 1951 | Bold                 | Eddie Arcaro          | Preston M. Burch       | Brookmeade Stable | 1-3/16           | 1:56.40     | $150,000    |                  |             |
| 1950 | Hill Prince          | Eddie Arcaro          | Casey Hayes            | Christopher Chenery | 1-3/16           | 1:59.20     | $100,000    |                  |             |
| 1949 | Capot                | Ted Atkinson          | John M. Gaver, Sr.     | Greentree Stable | 1-3/16           | 1:56.00     | $150,000    |                  |             |
| 1948 | Citation (a)         | Eddie Arcaro          | Horace A. Jones        | Calumet Farm | 1-3/16           | 2:02.40     | $160,000    |                  |             |
| 1947 | Faultless            | Douglas Dodson        | Horace A. Jones        | Calumet Farm | 1-3/16           | 1:59.00     | $160,000    |                  |             |
| 1946 | Assault (a)          | Warren Mehrtens       | Max Hirsch             | King Ranch | 1-3/16           | 2:01.40     | $160,000    |                  |             |
| 1945 | Polynesian           | Wayne D. Wright       | Morris H. Dixon        | Gertrude T. Widener | 1-3/16           | 1:58.80     | $110,000    |                  |             |
| 1944 | Pensive              | Conn McCreary         | Ben A. Jones           | Calumet Farm | 1-3/16           | 1:59.20     | $100,000    |                  |             |
| 1943 | Count Fleet (a)      | Johnny Longden        | Gregory Duncan Cameron | Fannie Hertz | 1-3/16           | 1:57.40     | $75,000     |                  |             |
| 1942 | Alsab                | Basil James           | Sarge Swenke           | Mrs. Albert Sabath | 1-3/16           | 1:57.00     | $100,000    |                  |             |
| 1941 | Whirlaway (a)        | Eddie Arcaro          | Ben A. Jones           | Calumet Farm | 1-3/16           | 1:58.80     | $75,000     |                  |             |
| 1940 | Bimelech             | Fred A. Smith         | William A. Hurley      | Edward R. Bradley | 1-3/16           | 1:58.60     | $75,000     |                  |             |
| 1939 | Challedon            | George Seabo          | Louis J. Schaefer      | William L. Brann | 1-3/16           | 1:59.80     | $75,000     |                  |             |
| 1938 | Dauber               | Maurice Peters        | Richard E. Handlen     | Foxcatcher Farms | 1-3/16           | 1:59.80     | $75,000     |                  |             |
| 1937 | War Admiral (a)      | Charley Kurtsinger    | George Conway          | Glen Riddle Farm | 1-3/16           | 1:58.40     | $75,000     |                  |             |
| 1936 | Bold Venture         | George Woolf          | Max Hirsch             | Morton L. Schwartz | 1-3/16           | 1:59.00     | $50,000     |                  |             |
| 1935 | Omaha (a)            | Willie Saunders       | James E. Fitzsimmons   | Belair Stud | 1-3/16           | 1:58.40     | $50,000     |                  |             |
| 1934 | High Quest           | Robert Jones          | Robert Augustus Smith  | Brookmeade Stable | 1-3/16           | 1:58.20     | $50,000     |                  |             |
| 1933 | Head Play            | Charley Kurtsinger    | Thomas P. Hayes        | Silas B. Mason | 1-3/16           | 2:02.00     | $50,000     |                  |             |
| 1932 | Burgoo King          | Eugene James          | Herbert J. Thompson    | Edward R. Bradley | 1-3/16           | 1:59.80     | $90,000     |                  |             |
| 1931 | Mate                 | George Ellis          | James W. Healy         | Albert C. Bostwick, Jr. | 1-3/16           | 1:59.00     | $90,000     |                  |             |
| 1930 | Gallant Fox (a)      | Earl Sande            | James E. Fitzsimmons   | Belair Stud | 1-3/16           | 2:00.60     | $90,000     |                  |             |
| 1929 | Dr. Freeland         | Louis J. Schaefer     | Thomas J. Healey       | Walter J. Salmon, Sr. | 1-3/16           | 2:01.60     | $90,000     |                  |             |
| 1928 | Victorian            | Raymond Workman       | James G. Rowe, Jr.     | Harry Payne Whitney | 1-3/16           | 2:00.20     | $90,000     |                  |             |
| 1927 | Bostonian            | Whitey Abel           | Fred Hopkins           | Harry Payne Whitney | 1-3/16           | 2:01.60     | $100,000    |                  |             |
| 1926 | Display              | John Maiben           | Thomas J. Healey       | Walter J. Salmon, Sr. | 1-3/16           | 1:59.80     | $90,000     |                  |             |
| 1925 | Coventry             | Clarence Kummer       | William B. Duke        | Gifford A. Cochran | 1-3/16           | 1:59.00     | $90,000     |                  |             |
| 1924 | Nellie Morse (b)     | John Merimee          | Albert B. Gordon       | Bud Fisher |                  | 1:57.20     | $90,000     |                  |             |
| 1923 | Vigil II             | Benny Marinelli       | Thomas J. Healey       | Walter J. Salmon, Sr. |                  | 1:53.60     | $90,000     |                  |             |
| 1922 | Pillory              | Louis Morris          | Thomas J. Healey       | Richard Thornton Wilson, Jr. |                  | 1:51.60     | $90,000     |                  |             |
| 1921 | Broomspun            | Frank Coltiletti      | James G. Rowe, Sr      | Harry Payne Whitney |                  | 1:54.20     | $75,000     |                  |             |
| 1920 | Man o' War           | Clarence Kummer       | Louis Feustel          | Glen Riddle Farm |                  | 1:51.60     | $40,000     |                  |             |
| 1919 | Sir Barton (a)       | Johnny Loftus         | H. Guy Bedwell         | J. K. L. Ross |                  | 1:53.00     | $40,000     |                  |             |
| 1918 | War Cloud            | Johnny Loftus         | Walter B. Jennings     | A. Kingsley Macomber |                  | 1:53.60     | $20,000     |                  |             |
| 1918 | Jack Hare, Jr.       | Charles Peak          | Frank D. Weir          | W. E. Applegate |                  | 1:53.40     | $20,000     |                  |             |
| 1917 | Kalitan              | Everett Haynes        | William A. Hurley      | Edward R. Bradley |                  | 1:54.40     | $7,500      |                  |             |
| 1916 | Damrosch             | J. Linus McAtee       | Albert G. Weston       | J. K. L. Ross |                  | 1:54.80     | $2,000      |                  |             |
| 1915 | Rhine Maiden (b)     | Douglas Hoffman       | Frank Devers           | Edward F. Whitney |                  | 1:58.00     | $2,000      |                  |             |
| 1914 | Holiday              | Andy Schuttinger      | J. Simon Healy         | Mrs. A. Barklie |                  | 1:53.80     | $2,000      |                  |             |
| 1913 | Buskin               | James Butwell         | John Whalen            | John Whalen |                  | 1:53.40     | $3,000      |                  |             |
| 1912 | Colonel Holloway     | Clarence J. A. Turner | Dave Woodford          | Beverwyck Stable |                  | 1:56.60     | $2,500      |                  |             |
| 1911 | Watervale            | Eddie Dugan           | John Whalen            | August Belmont, Jr. |                  | 1:51.00     | $4,500      |                  |             |
| 1910 | Layminster           | Roy Estep             | J. Simon Healy         | Edward B. Cassatt | 1 Meile          | 1:40.60     | $5,500      |                  |             |
| 1909 | Effendi              | Willie Doyle          | Frank C. Frisbie       | W. T. Ryan | 1 Meile          | 1:39.80     | $5,500      |                  |             |
| 1908 | Royal Tourist        | Eddie Dugan           | A. Jack Joyner         | Harry Payne Whitney | 1-1/16           | 1:46.40     | $4,000      |                  |             |
| 1907 | Don Enrique          | George E. Mountain    | John Whalen            | August Belmont, Jr. | 1-1/16           | 1:45.40     | $3,800      |                  |             |
| 1906 | Whimsical (b)        | Walter Miller         | Tim J. Gaynor          | Tim J. Gaynor | 1-1/16           | 1:45.00     | $3,800      |                  |             |
| 1905 | Cairngorm            | Willie Davis          | A. Jack Joyner         | Sydney Paget | 1-1/16           | 1:45.80     | $3,600      |                  |             |
| 1904 | Bryn Mawr            | Gene Hildebrand       | W. Fred Presgrave      | Goughacres Stable | 1-1/16           | 1:44.20     | $3,800      |                  |             |
| 1903 | Flocarline (b)       | William Gannon        | H. C. Riddle           | M. H. Tichenor | 1-1/16           | 1:44.80     | $3,000      |                  |             |
| 1902 | Old England          | L. Jackson            | Green B. Morris        | Green B. Morris | 1-1/16           | 1:45.80     | $3,750      |                  |             |
| 1901 | The Parader          | F. Landry             | Thomas J. Healey       | Richard Thornton Wilson, Jr. | 1-1/16           | 1:47.20     | $2,650      |                  |             |
| 1900 | Hindus               | Henry Spencer         | John H. Morris         | George J. Long | 1-1/16           | 1:48.40     | $3,000      |                  |             |
| 1899 | Half Time            | Richard Clawson       | Frank McCabe           | Philip J. Dwyer | 1-1/16           | 1:47.00     | $2,500      |                  |             |
| 1898 | Sly Fox              | Willie Simms          | Hardy Campbell, Jr.    | Charles F. Dwyer | 1-1/16           | 1:49.75     | $2,400      |                  |             |
| 1897 | Paul Kauvar          | T. Thorpe             | Thomas P. Hayes        | Thomas P. Hayes | 1-1/16           | 1:51.25     | $2,400      |                  |             |
| 1896 | Margrave             | Henry Griffin         | Byron McClelland       | August Belmont, Jr. | 1-1/16           | 1:51.00     | $2,250      |                  |             |
| 1895 | Belmar               | Fred Taral            | Edward Feakes          | Preakness Stables | 1-1/16           | 1:50.50     | $2,250      |                  |             |
| 1894 | Assignee             | Fred Taral            | William Lakeland       | James & Foxhall Keene | 1-1/16           | 1:49.25     | $3,000      |                  |             |
| 1893 | kein Rennen          | kein Rennen           | kein Rennen            | kein Rennen | kein Rennen      | kein Rennen | kein Rennen | kein Rennen      | kein Rennen |
| 1892 | kein Rennen          | kein Rennen           | kein Rennen            | kein Rennen | kein Rennen      | kein Rennen | kein Rennen | kein Rennen      | kein Rennen |
| 1891 | kein Rennen          | kein Rennen           | kein Rennen            | kein Rennen | kein Rennen      | kein Rennen | kein Rennen | kein Rennen      | kein Rennen |
| 1890 | Montague             | Willie Martin         | Edward Feakes          | Preakness Stables |                  | 2:36.75     | $2,000      | Alter 5          |             |
| 1889 | Buddhist             | George Anderson       | John W. Rogers         | Samuel S. Brown |                  | 2:17.50     | $2,000      |                  |             |
| 1888 | Refund               | Fred Littlefield      | R. W. Walden           | R. Wyndham Walden |                  | 2:49.00     | $2,000      |                  |             |
| 1887 | Dunboyne             | William Donohue       | William Jennings       | William Jennings |                  | 2:39.50     | $2,500      |                  |             |
| 1886 | The Bard             | S. Fisher             | John Huggins           | Alexander Cassatt |                  | 2:45.00     | $3,000      |                  |             |
| 1885 | Tecumseh             | Jim McLaughlin        | Charles Littlefield    | W. Donohue |                  | 2:49.00     | $3,000      |                  |             |
| 1884 | Knight of Ellerslie  | S. Fisher             | Thomas W. Doswell      | R. Hancock & T. Doswell |                  | 2:39.50     | $3,000      |                  |             |
| 1883 | Jacobus              | George Barbee         | R. Dwyer               | James E. Kelley |                  | 2:42.50     | $2,500      |                  |             |
| 1882 | Vanguard             | Tom Costello          | R. Wyndham Walden      | George L. Lorillard |                  | 2:44.50     | $2,000      |                  |             |
| 1881 | Saunterer            | Tom Costello          | R. Wyndham Walden      | George L. Lorillard |                  | 2:40.50     | $3,000      |                  |             |
| 1880 | Grenada              | Lloyd Hughes          | R. Wyndham Walden      | George L. Lorillard |                  | 2:40.50     | $3,000      |                  |             |
| 1879 | Harold               | Lloyd Hughes          | R. W. Walden           | George L. Lorillard |                  | 2:40.50     | $4,000      |                  |             |
| 1878 | Duke of Magenta      | C. Holloway           | R. Wyndham Walden      | George L. Lorillard |                  | 2:41.75     | $3,500      |                  |             |
| 1877 | Cloverbrook          | C. Holloway           | Jeter Walden           | E. A. Clabaugh |                  | 2:45.50     | $2,500      |                  |             |
| 1876 | Shirley              | George Barbee         | W. Brown               | Pierre Lorillard IV |                  | 2:44.75     | $3,000      |                  |             |
| 1875 | Tom Ochiltree        | Lloyd Hughes          | R. Wyndham Walden      | John F. Chamberlain |                  | 2:43.50     | $3,000      |                  |             |
| 1874 | Culpepper            | William Donohue       | Hugh Gaffney           | Hugh Gaffney |                  | 2:56.50     | $3,000      |                  |             |
| 1873 | Survivor             | George Barbee         | A. Davis Pryor         | John F. Chamberlain |                  | 2:43.00     | $3,000      |                  |             |

Die Zeiten wurden jeweils auf die 1/4 Sekunde von 1873 bis 1899, auf die 1/5 Sekunde von 1900 bis 2002 und seit 2003 auf die 1/100 Sekunde gestoppt.